# Pierre Cartuyvels
Pierre Cartuyvels (20 december 1965) is de voormalige CD&V-burgemeester van Landen, gewezen adviseur van koning Filip van België, en sinds 2020 ambassadeur en adjunct-permanent vertegenwoordiger van België bij de Europese Unie. 
Hij is de zoon van Philippe-Marie Cartuyvels (1911-1997), die van 1948 tot 1963 adjunct-secretaris-generaal was van de Benelux-unie en van barones Yvonne van der Straten Waillet (1922-2002).

## Burgemeester en diplomaat
Pierre Cartuyvels studeerde rechten en wijsbegeerte en begon zijn loopbaan als advocaat aan de Brusselse balie. Hij was vooral actief in de domeinen van het vennootschapsrecht, het milieurecht en de duurzame ontwikkeling.
Van 1994 tot 2006 was hij opeenvolgend gemeenteraadslid, eerste schepen en burgemeester van de stad Landen.. Onder zijn bestuur werd het centrum van Landen uitgebreid met nieuwe woonwijken en stak de grondige vernieuwing van de stationsomgeving van wal. Hij opende een museum rond de historische figuur van Pepijn van Landen.
Sinds 2000 is hij diplomaat en was onder meer op post bij de Europese Unie en de NAVO in Brussel en, van 2007 tot 2009, bij de Verenigde Naties in New York.
Cartuyvels was van 2009 tot 2012 actief als adviseur van eerste ministers Herman Van Rompuy en Yves Leterme en van minister van Defensie Pieter De Crem.
In 2012 werd hij benoemd tot adviseur van - toen nog - prins Filip. Toen Filip koning werd, werd Cartuyvels adjunct-kabinetschef en diplomatiek adviseur. In de zomer van 2020 nam hij een nieuwe diplomatieke functie op als adjunct-permanent vertegenwoordiger van België bij de Europese Unie.